# Bezirk Schönberg
Der Bezirk Schönberg war ein Politischer Bezirk in der Markgrafschaft Mähren. Sitz der Bezirkshauptmannschaft war die Stadt Mährisch Schönberg (Šumperk). Das Gebiet gehörte seit 1918 zur neu gegründeten Tschechoslowakei.

## Geschichte
Die modernen, politischen Bezirke der Habsburgermonarchie wurden 1868 im Zuge der Trennung der politischen von der judikativen Verwaltung geschaffen.
Der Bezirk Schönberg wurde 1868 aus den Gerichtsbezirken Schönberg, Altstadt und Wiesenberg gebildet. Zur Zeit seiner Entstehung lebten im Bezirk Schönberg 62.014 Einwohner auf einer Fläche von 13,71 Quadratmeilen. Der Bezirk wurde teilweise auch unter der Bezeichnung Mährisch Schönberg geführt, so zum Beispiel im Spezialortsrepertorium von Mähren aus dem Jahr 1918.
1880 lebten im Bezirk Schönberg 74.176 Personen (35.277 männlich und 38.899 weiblich). Von der einheimischen Bevölkerung hatten 63.512 Deutsch und 10.238 Tschechisch als Umgangssprache angegeben.
1890 lebten im Bezirk Schönberg 77.672 Personen (36.984 männlich und 40.688 weiblich). Von der einheimischen Bevölkerung hatten 65.643 Deutsch und 11.734 Tschechisch als Umgangssprache angegeben.
1910 lebten im Bezirk Schönberg 80.384 Menschen. Davon hatten 79.993 die österreichische Staatsbürgerschaft. Von den österreichischen Staatsbürgern gaben 68.071 Deutsch und 11.859 Tschechisch als Umgangssprache an. Die Fläche betrug 806,55 km2.

## Gemeinden
Der Bezirk Mährisch Schönberg umfasste 1890 folgende Gemeinden:
1. Im Gerichtsbezirk Altstadt: Altstadt (mit Heimerlsthal, Stiepanau und Würben), Ebersdorf (mit Erzberg und Platsch), Glasdörfl, Goldenstein (mit Aloisdorf, Grund und Messinghammer), Hannsdorf, Heinzendorf bei Goldenstein, Heinzendorf bei Ullersdorf, Hohenseibersdorf, Kratzdorf, Kunzendorf, Groß-Morau (mit Ober-Mohrau), Alt-Neudorf, Schlögelsdorf (mit Kronfelsthal), Spieglitz, Spornhau (mit Peterswald), Stubenseifen (mit Rumburg), Ullersdorf (mit Elbe und Josefsthal), Waltersdorf, Weigelsdorf, Würben (mit Adamsthal)
2. Im Gerichtsbezirk Schönberg: Bartelsdorf, Benke, Bladensdorf, Blaschke, Blauda, Bohutin, Brattersdorf, Eisenberg, Frankstadt, Geppersdorf (mit Pföhlwiese), Goldenfluß, Grumberg (mit Krummwasser), Hermsdorf, Hohenfluß, Hosterlitz, Janauschendorf, Köhmel, Krumpisch, Liebesdorf, Böhmisch Märzdorf (mit Aloisthal), Nikles (mit Niklesdorf und Nikleshof), Olleschau, Rabenau, Rabenseifen (mit Schönthal), Rabersdorf, Radomühl, Reigersdorf (mit Aspendorf), Reitendorf (mit Ludwigsthal), Mährisch Schönberg, Schönbrunn (mit Johrnsdorf, Königsgrund und Plötsch), Tschimischel, Tschödrich, Nieder-Ullischen, Ober-Ullischen, Weikersdorf (mit Kröneshof), Wenzelsdorf, Wiesen
3. Im Gerichtsbezirk Wiesenberg: Buchelsdorf (mit Beckengrund), Kleppel, Marschendorf, Neudorf (mit Märzdorf und Stollenhau), Petersdorf (mit Theresienthal), Rudelsdorf, Ullersdorf, Wermsdorf (mit Freiheitsberg und Schwagersdorf), Wiesenberg (mit Kotzianau, Philippsthal, Reitenhau), Winkelsdorf (mit Annaberg, Engelsthal und Primiswald), Wüstseibersdorf (mit Glasdorf und Lauterbach), Zöptau (mit Stettenhof)